# Łuk (film 2005)
Łuk (kor. 활 Hwal) – film z 2005 roku w reżyserii Kim Ki-duka. 

## Fabuła
Film opowiada głównie historię 60-letniego mężczyzny i 16-letniej dziewczyny mieszkających wspólnie na łodzi rybackiej. Wspólnie organizują pełnomorskie wyprawy wędkarskie. Wiadome jest, iż starzec i dziewczyna mają się pobrać gdy ona skończy 17 lat. Film tak jak większość dzieł reżysera zawiera mało dialogów, natomiast operuje głównie obrazem.

## Występują
- Han Yeo-reum jako Młoda Dziewczyna
- Seo Si-jeok jako Student
- Jeon Gook-hwan jako Ojciec Studenta
- Jeon Seong-hwang jako Stary Człowiek